# Nesidiolestes selium
Nesidiolestes selium är en insektsart som beskrevs av George Willis Kirkaldy 1902. Nesidiolestes selium ingår i släktet Nesidiolestes och familjen rovskinnbaggar. Inga underarter finns listade i Catalogue of Life.